# Caihong
Caihong (лат., возможное русское название — цайхун) — род мелких тероподных динозавров, обитавших во времена позднеюрской эпохи на территории современного Китая.

## Открытие и название
В феврале 2014 года на севере провинции Хэбэй, возле деревни Нансименси, китайский крестьянин Ян Цзюнь нашёл плиту со скелетом небольшого теропода, принадлежавшего биоте Янляо. Окаменелость купил Палеонтологический музей Ляонина, а палеонтологи Дин Сяоцин и Мэтью Браун выполнили предварительную обработку ископаемого.
В 2018 году команда учёных под руководством Ху Дунью назвала и описала новый вид динозавров — Caihong juji. Родовое название (от кит. 彩虹, пин. cǎihóng) переводится с севернокитайского языка как «радуга», с отсылкой на «великолепную сохранность образца голотипа и множество открытий в эволюции Paraves, которые он несёт». Видовое название представляет словосочетание на китайском: ju ji — «большой гребень», применительно к гребню на слёзной кости черепа.
Голотип PMoL-B00175, ныне размещённый в музее, был обнаружен в слое формации Тяоцзишань и датируется серединой оксфордского яруса (приблизительно 161 млн лет). Он состоит из полного сочленённого скелета, сжатого на плите и контрплите. Сохранились мягкие ткани и обширные остатки оперения. Скелет принадлежал взрослому животному.

## Описание

### Размер и отличительные черты

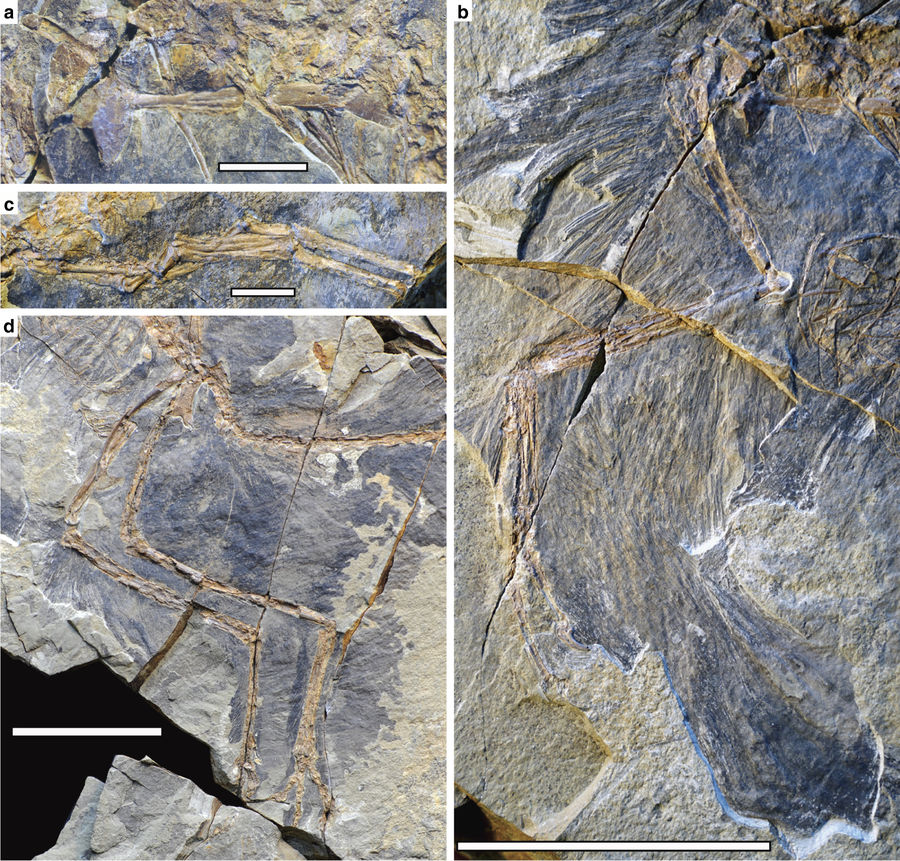
Плечевой пояс и конечности

Caihong был довольно мелким динозавром. Его длина оценивается в 40 см при массе 475 г.
Авторы описания указали несколько аутапоморфий — уникальных производных признаков. В дополнение к предглазничному, верхнечелюстному и промаксиллярному отверстиям, расположенным в предглазничной ямке, верхняя челюсть также содержит дополнительное отверстие, которое открывается позади и ниже промаксиллярного окна. Слёзная кость черепа несёт гребень, сильно выступающий вверх и вбок. Зубная кость нижней челюсти крепкая, с передним концом выше средней части. Подвздошная кость таза короткая, с длиной меньше половины бедренной кости; у всех прочих известных теропод позвздошная кость более чем наполовину длиннее. Все эти черты уникальны для клады Paraves.
Кроме того, Caihong особенно отличался от близких родов биоты Янляо, таких как Eosinopteryx и Anchiornis, наличием упомянутого гребня на слёзной кости, более длинных перьев на передних и задних конечностях и хвостовых перьев с большими асимметричными лопастями.

### Скелет

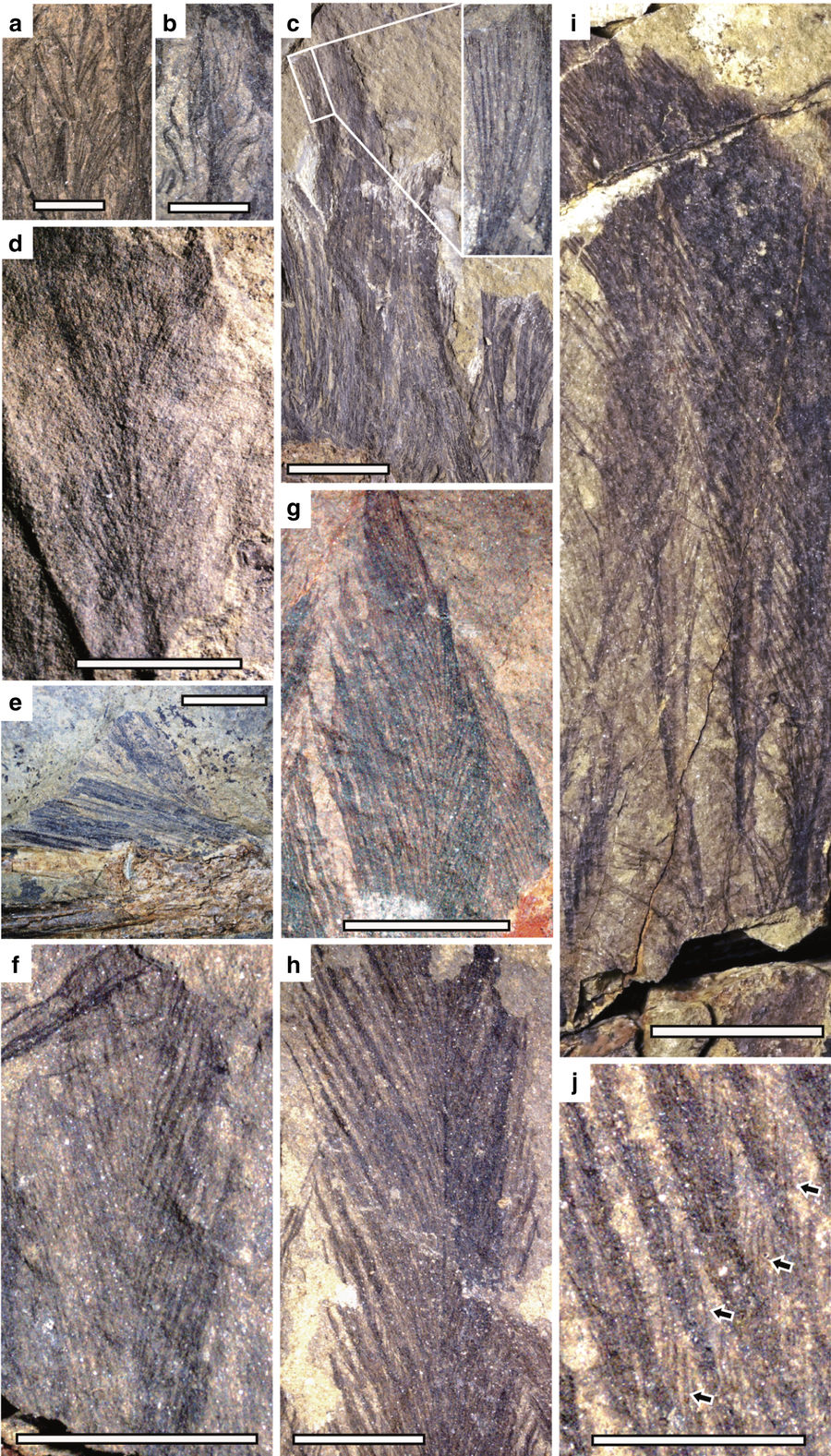
Оперение на различных областях образца

Череп Caihong имеет длину 67,6 миллиметра. Он низкий и удлинённый (внешне похож на череп велоцираптора), только немного короче бедренной кости. Некоторые особенности строения черепа имеют признаки, типичные для троодонтид, а также сближающие Caihong с археоптериксом. Слёзная кость, расположенная перед глазницей, несёт длинный и прочный рогоподобный отросток, ориентированный вбок у основания и слегка изогнутый вверх.
Зубы загнуты назад и растут плотнее в передней части челюсти, где они более тонкие; в глубине пасти зубы крупные и широко разнесённые. Зубы в верхней челюсти исключительно длинные. В передней части челюсти зубы не имеют зубцов; зубы в середине зубного ряда содержат пилообразную насечку на задней части; зубы в глубине пасти короткие и толстые и имеют зубцы на обеих сторонах.
Позвоночник Caihong состоял из 10 шейных, 13 спинных, 5 крестцовых и 24 хвостовых позвонков. Спинные позвонки не содержали плевральных полостей. Хвост короткий, длиной 178 мм. Его позвонки становятся более вытянутыми ближе к задней части.
Передние конечности относительно короткие, равные 60 % от задних. Особенно короткая плечевая кость, длиной 42,1 мм, что составляет 60 % от длины бедра, по сравнению со 100 % у анхиорниса. Локтевая кость длиннее плечевой — черта, которая у теропод обычно ограничена летающими птицами. Пястные кости и фаланги кисти обладают пропорциями, типичными для троодонтид.
Задние конечности очень длинные, в 3,1 раза длиннее торса. Кость голени слита с верхней частью лодыжки в тибиотарсус. Третья плюсневая кость имеет длину 49 мм и в верхней части несколько защемлена второй и четвёртой костями плюсны. Первый палец относительно короткий, второй палец несёт маленький серповидный коготь.

## Оперение

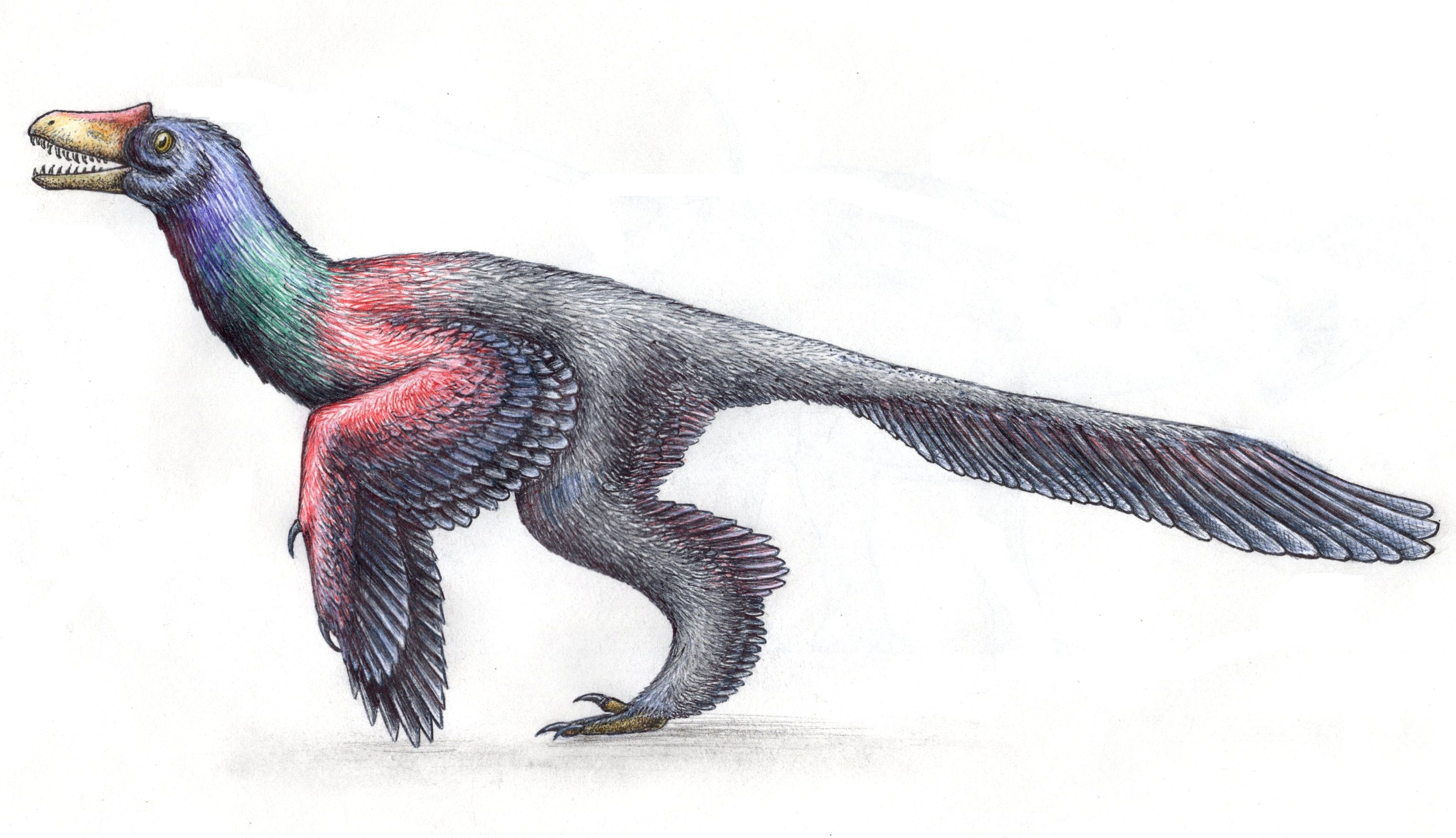
Реконструкция внешнего вида

Оперение в образце сохранилось хорошо, однако недостаточно для подробного морфологического описания основных черт, относящихся к стержням и бородкам. Перья покрывали всё тело динозавра, за исключением передней части морды и пальцев ног. Контурные перья Caihong пропорционально длиннее таковых у других нептичьих теропод. Перья, примыкающие к черепу и шее, либо длинные (около 20 мм в длину), прямые и, возможно, жёсткие, либо короткие (10 мм) и извилистые в сохранённом виде. Относительно длинные перья (около 40 мм) находились в районе грудной клетки и на других частях тела. Сохранённые первичные и вторичные маховые перья являются самыми длинными (до 100 мм в длину). Они в 2,4 раза длиннее плеча и имеют узкие стержни. В то время, как кости передней конечности Caihong короче таковых у анхиорниса, эти перья намного длиннее аналогичных перьев у второго таксона.
Одна необычная особенность в сохранённом образце касается нескольких тонких перьев, расположенных рядом с правым большим пальцем. Эти перья сохранились не полностью (отсутствуют дальние части), но, судя по всему, перья были контурными. Поскольку эти перья расположены в том месте, где у современных птиц находится крылышко (лат. alula), то авторы описания идентифицировали их как раннюю форму крылышка, хотя их функция может не совпадать с функцией крылышка у современных птиц. Аналогичные перья найдены у микрораптора — нептичьего теропода, который моложе Caihong примерно на 40 миллионов лет.
Ископаемые перья Caihong обладали наноструктурами, которые были интерпретированы как меланосомы, показывающие сходство с органеллами, которые отвечают за чёрный переливающийся цвет в оперении современных птиц. Другие окаменелые перья, найденные на голове, груди и основании хвоста, сохранили сплюснутые слои тромбоцитоподобных меланосом, очень похожих по форме на те, которые отвечают за яркие переливающие оттенки в перьях современных колибри. Однако эти структуры более прочные и не содержат пузырьков воздуха и, следовательно, внутренним строением более схожи с меланосомами трубачей, чем колибри. Caihong представляет собой древнейшее известное доказательство наличия тромбоцитоподобных меланосом.